# Classe Mississippi
La classe Mississippi era una classe di navi da battaglia, l'ultima della generazione pre-dreadnought varata per la US Navy, ed era costituita da due unità, la USS Mississippi (BB-23), entrata in servizio nel 1905 e la USS Idaho (BB-24), entrata in servizio nel 1908.
Queste navi erano corazzate pluricalibro, con cannoni da 305, 203 178 e 76mm in diverse batterie ed erano navi più economiche rispetto a quelle della precedente Classe Connecticut.
Vennero vendute alla Grecia nel luglio del 1914 dove, ribattezzate rispettivamente Kilkis e Limnos nel corso della seconda guerra mondiale vennero affondate da caccia tedeschi Stuka il 23 aprile 1941 a Salamina. I loro scafi vennero recuperati nel 1950 per essere demoliti.

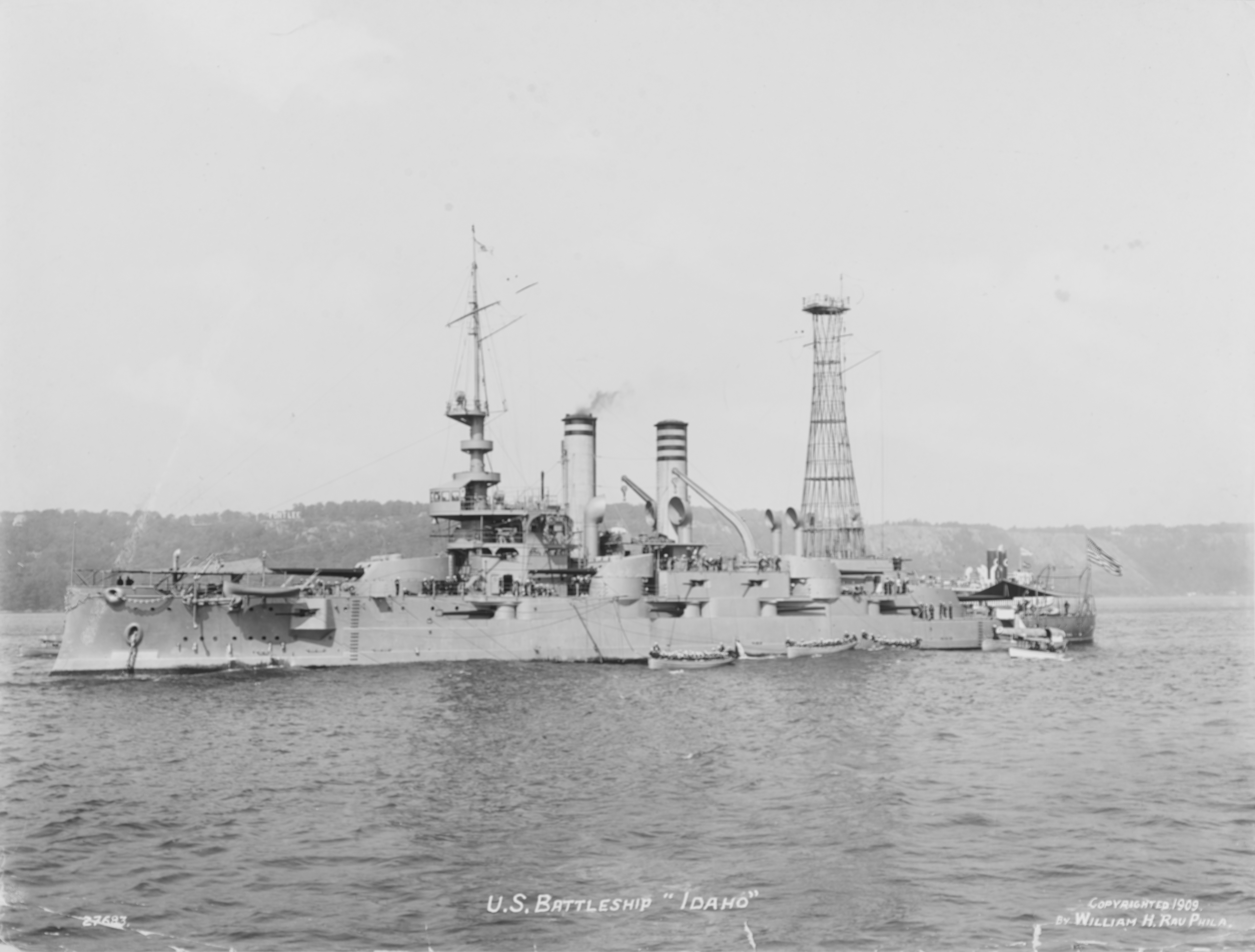
La nave da battaglia USS Idaho